# Spelsbury
Spelsbury is een civil parish in het bestuurlijke gebied West Oxfordshire, in het Engelse graafschap Oxfordshire met 305 inwoners.